# Mohammed Sleem
Mohammed Sleem (ur. 14 stycznia 1892 w Multanie, zm. ?) – tenisista grający w barwach Indii.
W swojej karierze tenisowej 4 razy brał udział w Wimbledonie i 2 razy w Roland Garros. W Wimbledonie raz awansował do 4 rundy, a w Roland Garros 2 razy również do 4 rundy.
W 1924 roku wystartował na igrzyskach olimpijskich w Paryżu, gdzie doszedł do 3 rundy. Uczestniczył także w deblu, a jego partnerem był Sydney Jacob, z którym odpadł w 1 rundzie.